# Organisation météorologique mondiale

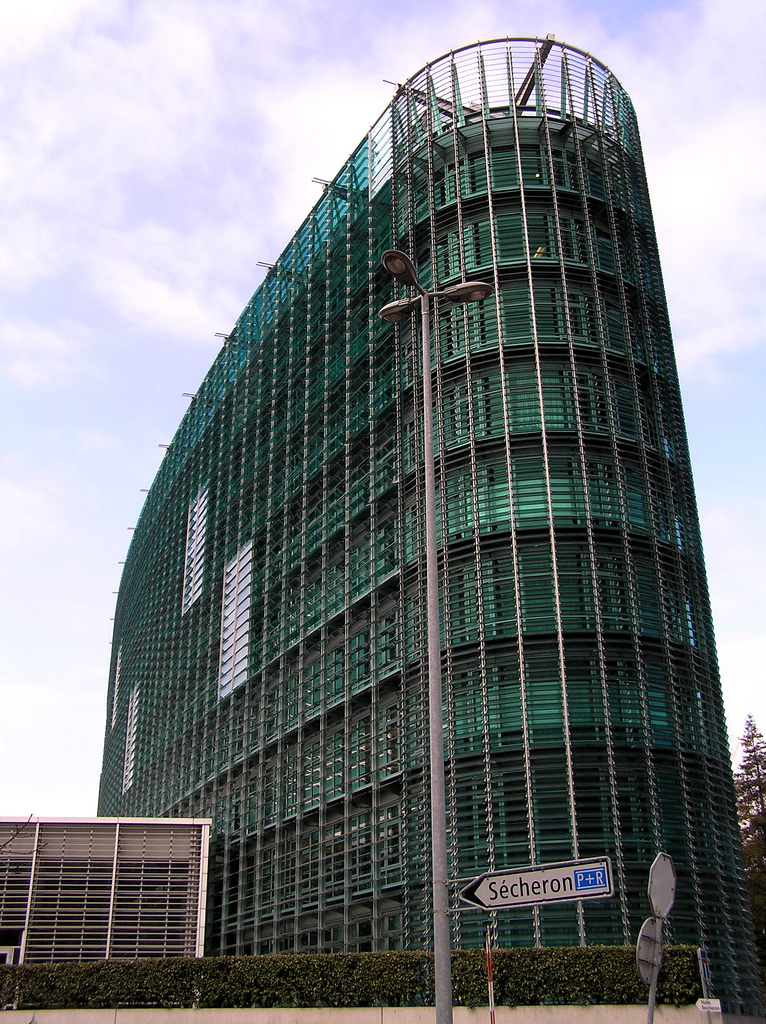
Le siège à Genève.

Ne doit pas être confondu avec l'Organisation météorologique internationale, qui la précéda.
 (janvier 2020).
L'Organisation météorologique mondiale (OMM) est une institution spécialisée des Nations unies. Son rôle est de participer à l'élaboration des normes qui permettent la standardisation des mesures météorologiques, leur échange international pour la veille et la prévision météorologique, leur archivage pour les études climatiques ainsi qu'une application pertinente de cette information. L'OMM traite également de l'hydrologie opérationnelle.
Le congrès de l'OMM, aidé de commissions techniques, adopte ces normes et recommandations pour faciliter la prise en compte des facteurs météorologiques, climatiques et hydrologiques dans toutes les activités humaines : préservation des personnes et des biens, transports (notamment aériens), agriculture, évaluation des ressources en eau, diffusion de l'information par les médias. L'OMM a institué la Journée météorologique mondiale le 23 mars pour commémorer l'entrée en vigueur de sa convention en 1950.

## Historique

### Débuts de la coopération
La prise de conscience de l'importance d'une collaboration mondiale dans le domaine de la météorologie n'est pas récente : en août 1853 se tient à Bruxelles la première conférence internationale de météorologie maritime. À cette époque, les puissances économiques s'aperçoivent de l'intérêt que peut offrir une meilleure compréhension des climats océaniques en ce qui concerne la sûreté et la rapidité de la navigation commerciale entre l'Europe et les autres continents. L'invention du télégraphe presque au même moment permet en outre l'échange en temps réel des informations. Douze météorologues de 10 pays (Belgique, Danemark, États-Unis, France, Grande-Bretagne, Norvège, Pays-Bas, Portugal, Russie, Suède) se réunissent donc en Belgique et décident d'échanger quotidiennement leurs observations. Ils établissent tout d'abord des règles communes pour la prise des mesures et la description des observations, puis se mettent d'accord sur la manière de les transmettre. L'objectif est d'« établir un système uniforme d'observations météorologiques en mer et de contribuer ainsi à l'élaboration d'un plan général d'observation des vents et des courants océaniques ».
À la suite de ces développements, dont les conséquences apparaissent fructueuses pour les pays participants, une volonté d'élargissement de la coopération naît et on pense alors à créer une organisation pour coordonner les efforts au niveau international. Le premier Congrès météorologique international à Vienne en 1873 donne naissance à l'Organisation météorologique internationale (OMI).
En septembre 1947, lors de la conférence des directeurs des services météorologiques nationaux de Washington, la convention de l'OMM est adoptée. Après ratification par tous les futurs États-membres, elle entre en vigueur le 23 mars 1950. L'OMI tient sa dernière conférence le 15 mars 1951 et l'OMM lui succède au centre de la coopération mondiale. En décembre 1951, l'OMM devient une agence spécialisée des Nations-Unies, au même titre que l'OACI créée quelques années plus tôt, et son premier directeur est Francis Reichelderfer.

### Projets internationaux
Dès lors, l'OMM lance un certain nombre de projets destinés à améliorer la connaissance du climat et la prévision météorologique mondiale. On peut citer entre autres :
- 1951 : mise en place du système d'observation globale de la couche d'ozone ;
- 1963 : lancement de la Veille météorologique mondiale ou VMM ;
- 1971 : mise en place du projet Cyclones tropicaux, remplacé plus tard par le programme ouragans tropicaux ;
- 1972 : regroupement des activités dans le domaine de l'hydrologie opérationnelle au sein du programme Hydrologie opérationnelle de l'OMM ;
- 1977 : mise en place de IGOSS conjointement avec la Commission océanographique internationale et l'UNESCO ;
- 1979 : Première Conférence mondiale sur le climat, qui conduit à la création du Programme mondial sur le climat de l'OMM ;
- 1985 : convention de Vienne sur la protection de la couche d'ozone ;
- 1987 : protocole de Montréal sur les substances nuisibles à la couche d'ozone ;
- 1988 : création du GIEC, conjointement avec le PNUE ;
- 1989 : extension de la VMM à la surveillance de la composition atmosphérique ;
- 1992 : conférence des Nations-Unies sur l'environnement et le développement, mise en place de GCOS ;
- 1993 : lancement de WHYCOS, programme de coopération internationale dans le domaine de l'observation hydrologique ;
- 1995 : mise en place de CLIPS, un programme destiné à aider les services météorologiques et hydrologiques nationaux à prendre en compte les dernières avancées technologiques en matière de climatologie et à délivrer aux usagers intéressés une information précise et pertinente ;
- 2003 : lancement du programme de prévention des catastrophes naturelles, ainsi que du programme spatial de l'OMM.

### Actions depuis sa création
Durant les années 1950, l'OMM se consacre principalement à la mise en place d'un cadre commun destiné à permettre la coopération dans le domaine international. Il s'agit en premier lieu de la signature d'accords sur des procédures communes d'observation et de transmission des données, ainsi que sur des normes techniques. L'organisation travaille aussi à développer les échanges rapides de données entre les différents services météorologiques nationaux. Elle commence à développer une assistance technique aux pays les plus en retard dans le domaine et améliore les services fournis, essentiellement pour la marine et l'aviation civile.
Les années 1960 constituent un tournant dans l'activité de la prévision météorologique, grâce à l'apparition de deux technologies aujourd'hui incontournables : les satellites d'observation et les supercalculateurs. Les satellites permettent d'étendre la portée des observations en incluant des territoires autrefois non surveillés, et offrent ainsi une meilleure compréhension des phénomènes météorologiques. Les supercalculateurs, quant à eux, rendent possible la mise au point de modèles numériques de prévision. Parallèlement à cela, des initiatives continuent à voir le jour pour développer la coopération entre services météorologiques nationaux dans leurs activités de base : observation par la VMM, hydrologie grâce au programme d'hydrologie opérationnelle...
Dans les années 1970, les états commencent à prendre conscience de l'importance des risques liés au changement climatique et de l'impact de l'activité humaine sur le climat. Le sujet est amené en même temps par les scientifiques qui observent des événements climatiques plus nombreux et plus dévastateurs, et par les politiques qui doivent faire face aux premières crises pétrolières. Des inquiétudes naissent quant à l'autonomie énergétique des états, en particulier ceux du monde occidental dont les besoins en énergie sont principalement couverts par leurs importations de pétrole des pays du Moyen-Orient. Si la crise perdure, de nouvelles sources d'énergie devront être utilisées pour subvenir aux besoins de la population. Le développement à grande échelle de l'utilisation des énergies renouvelables permet dans le même temps de réduire la dépendance énergétique des états, et d'afficher une politique de lutte contre la pollution et le changement climatique, très valorisante aux yeux du public. Les états développés profitent donc de la conjoncture économique pour appuyer le développement des initiatives de l'OMM en matière de détection et d'attribution du changement climatique. En 1979 a ainsi lieu la première conférence mondiale sur le climat à Genève, sur la proposition du PNUE et de l'OMM. Cette conférence se contente d'en appeler à un renforcement des observations ; elle ouvre d'ailleurs le programme climatologique mondial de l'OMM.
Les réflexions sur le climat mondial ouvrent la voie à de nombreux débats dans les années 1980 sur les possibilités de limiter le bouleversement climatique. L'OMM est un élément moteur de ces démarches. Elle invite les services nationaux à se préparer à l'intégration de nouveaux éléments dans leur périmètre d'activités, et met en place une série de nouveaux programmes liés à l'étude de l'environnement : convention sur l'ozone, pollutions atmosphériques, changement climatique. À la même époque est créé le GIEC, conjointement avec le PNUE.
L'engagement de l'OMM dans la prévention du changement climatique est confirmé plus tard, dans les années 1990 et au début du XXIe siècle par le lancement du système d'observation climatologique global GCOS, la mise en place du programme sur la prévention des catastrophes naturelles, et la deuxième conférence mondiale sur le climat.
L'OMM affirme que les années 2014-2021 ont été les plus chaudes jamais enregistrées sur la planète.

## Organisation

### Fonctions
Les statuts de l'OMM sont définis par la convention du 11 octobre 1947. Les représentants des services météorologiques nationaux réunis à Washington décident de la création d'une organisation destinée à « coordonner, standardiser, améliorer les activités météorologiques mondiales et encourager un échange efficace d'informations entre les pays ».
Les objectifs de l'OMM définis dans la convention sont les suivants :
- faciliter la coopération mondiale par l'établissement d'un réseau de stations d'observations des paramètres météorologiques et d'autres paramètres géophysiques en lien avec la météorologie ; et promouvoir la création et la maintenance de centres météorologiques prestataires de services ;
- promouvoir la mise en place et la maintenance de systèmes d'échange rapide de l'information météorologique ;
- promouvoir la standardisation des observations météorologiques et assurer la publication uniforme d'observations et de statistiques ;
- développer les applications de la météorologie à l'aviation civile, au transport maritime, à l'agriculture et à d'autres activités humaines ;
- encourager la recherche et la formation en météorologie et assister la coordination internationale de ces fonctions.

### Organes

#### Congrès
Il s'agit de l'organe suprême de l'organisation. Constitué de l'assemblée générale des délégués des états membres, il se rassemble tous les 4 ans. À sa tête se trouve le président de l'OMM, assisté par trois vice-présidents.
Le congrès effectue le suivi et l'évaluation des programmes de l'OMM, adopte les régulations techniques dans le domaine des procédures et pratiques météorologiques, détermine la politique générale de l'organisation dans le cadre des objectifs qui lui sont attribués par la convention de 1947, émet des recommandations pour les états membres dans le périmètre de compétences de l'organisation, établit les limites des régions de l'OMM et coordonne leurs activités, met en place les commissions techniques dont il coordonne les activités. Il vote les programmes et le budget pour la période financière suivante, et assure l'interface avec les décisions politiques. Il est aussi le seul organe à pouvoir apporter un amendement à la convention ou aux procédures de régulations générales.
Les décisions prises par le congrès doivent être exécutées par tous les états membres. Il n'y a cependant pas de moyen coercitif.
Chaque état membre dispose d'une voix au sein du congrès. Les décisions sont prises à la majorité des 2/3. Dans certains domaines toutefois, le droit de vote est limité à une partie seule des pays membres :
- l'amendement à la convention ou les propositions de nouvelle convention ;
- l'adhésion à l'OMM ;
- les relations avec les Nations-Unies et les autres organisations intergouvernementales ;
- l'élection du président et des vice-présidents.

#### Conseil exécutif
Le comité exécutif est l'organe exécutif de l'organisation, responsable de la coordination des programmes. Il est composé du président et des vice-présidents de l'organisation, des présidents des associations régionales, et de directeurs de services météorologiques nationaux (37 représentants en tout). Il se réunit chaque année.
Le comité exécutif vérifie l'exécution des résolutions du congrès, adopte les résolutions provenant de recommandations des commissions techniques en cas d'urgence, propose ses conseils, de l'assistance technique et de l'information dans le domaine de la météorologie, émet des recommandations dans tous les domaines liés à la météorologie, prépare l'agenda des sessions du congrès, administre les finances de l'organisation et effectue les tâches confiées par le congrès.
Chaque membre du comité dispose d'une voix, et les décisions y sont prises à la majorité des 2/3.

#### Associations régionales
Les associations régionales sont établies par le congrès, et composées de membres de l'organisation dont le réseau météorologique appartient à une région géographique déterminée. Le monde est ainsi divisé en 6 régions : Afrique, Asie, Amérique du Sud, Amérique du Nord, Pacifique Sud-Ouest, Europe et Proche-Orient.
Les associations régionales ont pour but de promouvoir la coopération entre les membres dans les domaines d'action des SMN, d'encourager le développement de la recherche et de la formation météorologiques et hydrologiques, de faire appliquer les résolutions du congrès et du comité exécutif dans leurs régions respectives, d'émettre des propositions à l'intention du congrès et du comité exécutif.
Les associations régionales se réunissent en général une fois tous les 4 ans.

#### Commissions techniques
Ces commissions, composées d'experts techniques, sont mises en place par le congrès dans le but d'étudier un sujet particulier et d'émettre des recommandations. Elles suivent les avancées techniques et scientifiques, développent des procédures de régulation technique, prennent en charge la planification, l'implémentation et l'évaluation des activités scientifiques de l'organisation, participent à la promotion de la formation et du transfert de technologie.
Les membres de l'organisation peuvent demander d'y être représentés. Leurs présidents participent aux réunions du congrès et du comité exécutif, mais sans droit de vote. D'autre part, les commissions techniques se réunissent une fois tous les quatre ans.
Elles sont aujourd'hui au nombre de huit :
- systèmes de base ;
- instruments et méthodes d'observation ;
- sciences atmosphériques ;
- météorologie aéronautique ;
- météorologie agricole ;
- océanographie et météorologie maritime ;
- hydrologie ;
- climatologie.

#### Secrétariat
Il est composé du secrétaire général, nommé par le congrès, et de personnels techniques et administratifs. Il sert de centre administratif, de documentation et d'information de l'organisation.

## Programmes
L'OMM est responsable de 10 programmes majeurs de coopération technique entre ses états membres. La mise en commun de moyens permet de réaliser des projets à des coûts très inférieurs à ceux qu'auraient supporté les pays s'ils agissaient seuls.

### Veille météorologique mondiale (VMM)
Il s'agit du principal programme de l'OMM, qui regroupe des centres de traitement des données, des moyens de télécommunications ainsi que des systèmes d'observations, gérés et maintenus par les pays membres. Ce système met à disposition de tous les pays participants l'information météorologique et géophysique nécessaire pour fournir des services météorologiques et hydrologiques efficaces dans les pays membres.
Une sous-composante de ce programme est le programme des cyclones tropicaux, qui regroupe plus de 60 États, et qui est destiné à la prévention des cyclones dans les régions où ils sont fréquents.
Le programme de la VMM comprend aussi le programme « Instruments et méthodes d'observation » dont le but est la standardisation et le développement de l'observation météorologique.

### Climatologique mondial
Par la surveillance des données climatiques et la mise en commun des programmes de recherche climatologique dans le monde, ce projet vise à développer notre compréhension des processus climatiques et de leurs évolutions prévisibles (changement climatique). Une de ses composantes consiste à améliorer l'utilisation de l'information climatologique à des fins de développement social et économique.

### Environnement et recherche atmosphérique
À travers la veille atmosphérique globale qui intègre les données de surveillance et les activités de recherche effectuées par le Système d'observation globale de l'ozone et le Réseau de surveillance de la pollution de l'air, ce programme promeut la recherche atmosphérique et s'établit en système de détection des changements dans la composition de l'atmosphère. Une des composantes est le programme THORPEX.

### Applications de la météorologie
Ce programme aide au développement dans les pays membres de produits et de services liés aux quatre applications principales de la météorologie :
- service au public, centré sur la sécurité et la prévention des risques majeurs,
- météorologie agricole, qui aide à la mise en place d'une production de qualité, économiquement viable, respectueuse de l'environnement et durable, et qui participe à l'information des agriculteurs en leur faisant connaître l'intérêt de la prévision météorologique pour leurs besoins quotidiens,
- météorologie aéronautique, qui, par la formation des personnels, la promotion de la recherche météorologique, l'aide à la mise en place d'instruments, contribue à développer la sécurité et l'efficacité de la navigation aérienne,
- météorologie marine, qui participe à la standardisation des observations météorologiques et océanographiques, du traitement des données et des systèmes d'information,
- météorologie tropicale pour la prévision des cyclones tropicaux et la minimisation de leurs impacts[8].

### Autres programmes majeurs
Ils regroupent :
- le programme hydrologique et des ressources en eau, qui s'occupe de la surveillance de la qualité et de la quantité de la ressource en eau, des risques naturels liés à l'eau, et de la maintenance ou de l'amélioration de l'environnement global - ce programme entretient des liens étroit avec le programme hydrologique international de l'UNESCO ;
- le programme d'éducation et de formation, qui aide les pays membres à former les météorologistes, hydrologistes et ingénieurs dont il a besoin ;
- le programme de coopération technique qui organise le transfert de connaissances dans les domaines de la météorologie et de l'hydrologie entre les pays membres ;
- le programme régional, transversal, s'occupe des préoccupations spécifiques aux régions de l'OMM ;
- le programme de prévention et de protection contre les risques naturels coordonne les activités des pays membres dans ces domaines ;
- le programme spatial.

## Chiffres actuels

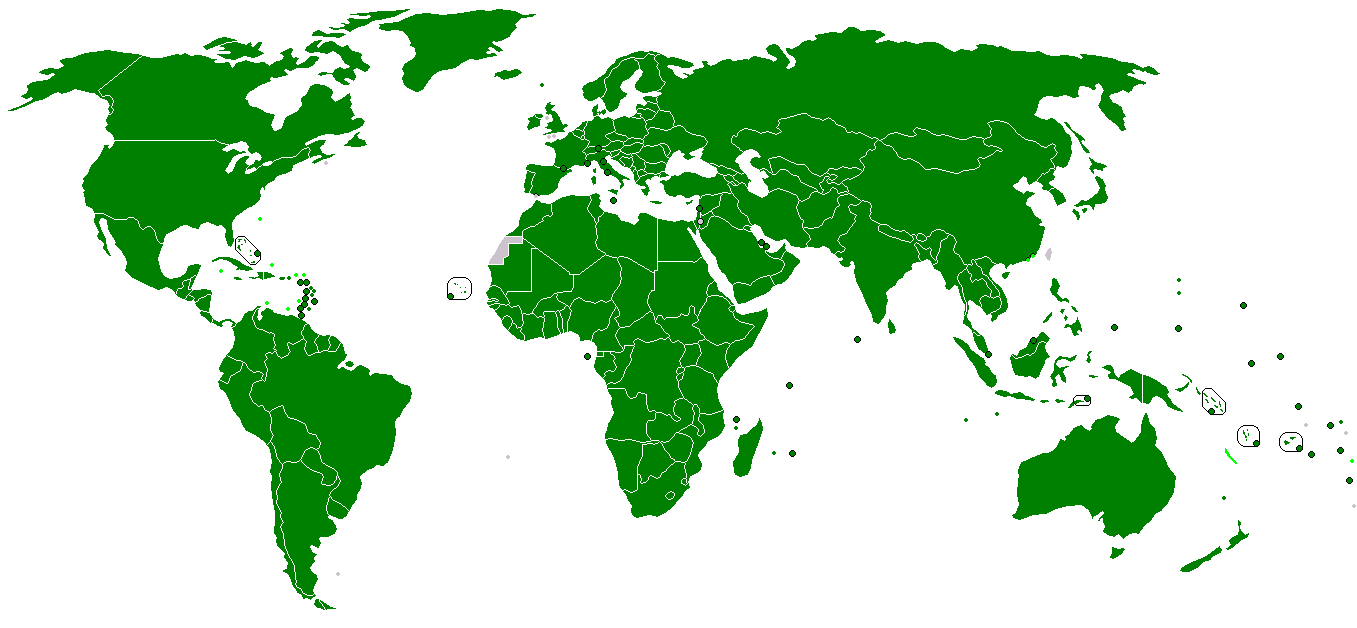
La carte des pays membres.

L'OMM compte, depuis l'adhésion du Monténégro le 24 janvier 2007, 182 membres et 6 membres associés.
La part essentielle du budget de l'OMM provient des ressources propres des états membres engagées dans les opérations d'observation, de développement de la communication ou des systèmes d'information qui sont planifiées et implémentées dans le cadre défini par l'Organisation. Le plafond des dépenses pour la période 2004-2007 a été fixé à 253,8 millions de francs suisses (soit 163 M €) par le 14e congrès mondial de la météorologie en 2003. Les contributions des états membres sont réparties proportionnellement au PIB.